# Zebrasoma
A Zebrasoma a sugarasúszójú halak (Actinopterygii) osztályának sügéralakúak (Perciformes) rendjébe, ezen belül a doktorhalfélék (Acanthuridae) családjába tartozó nem.

## Tudnivalók
A Zebrasoma nembéli halak, fajtól függően vagy az Indiai-óceánban, vagy pedig a Csendes-óceánban fordulnak elő, bár vannak határ menti fajok is. A legnagyobb hosszúságuk 20-40 centiméter közötti.

## Rendszerezés
A nembe az alábbi 7 faj tartozik:
- Zebrasoma desjardinii (Bennett, 1836)
- sárga doktorhal (Zebrasoma flavescens) (Bennett, 1828)
- Zebrasoma gemmatum (Valenciennes, 1835)
- Zebrasoma rostratum (Günther, 1875)
- barna doktorhal (Zebrasoma scopas) (Cuvier, 1829)
- doktorhal (Zebrasoma velifer) (Bloch, 1795)
- szeplős zászlóshal (Zebrasoma xanthurum) (Blyth, 1852)

## Képek

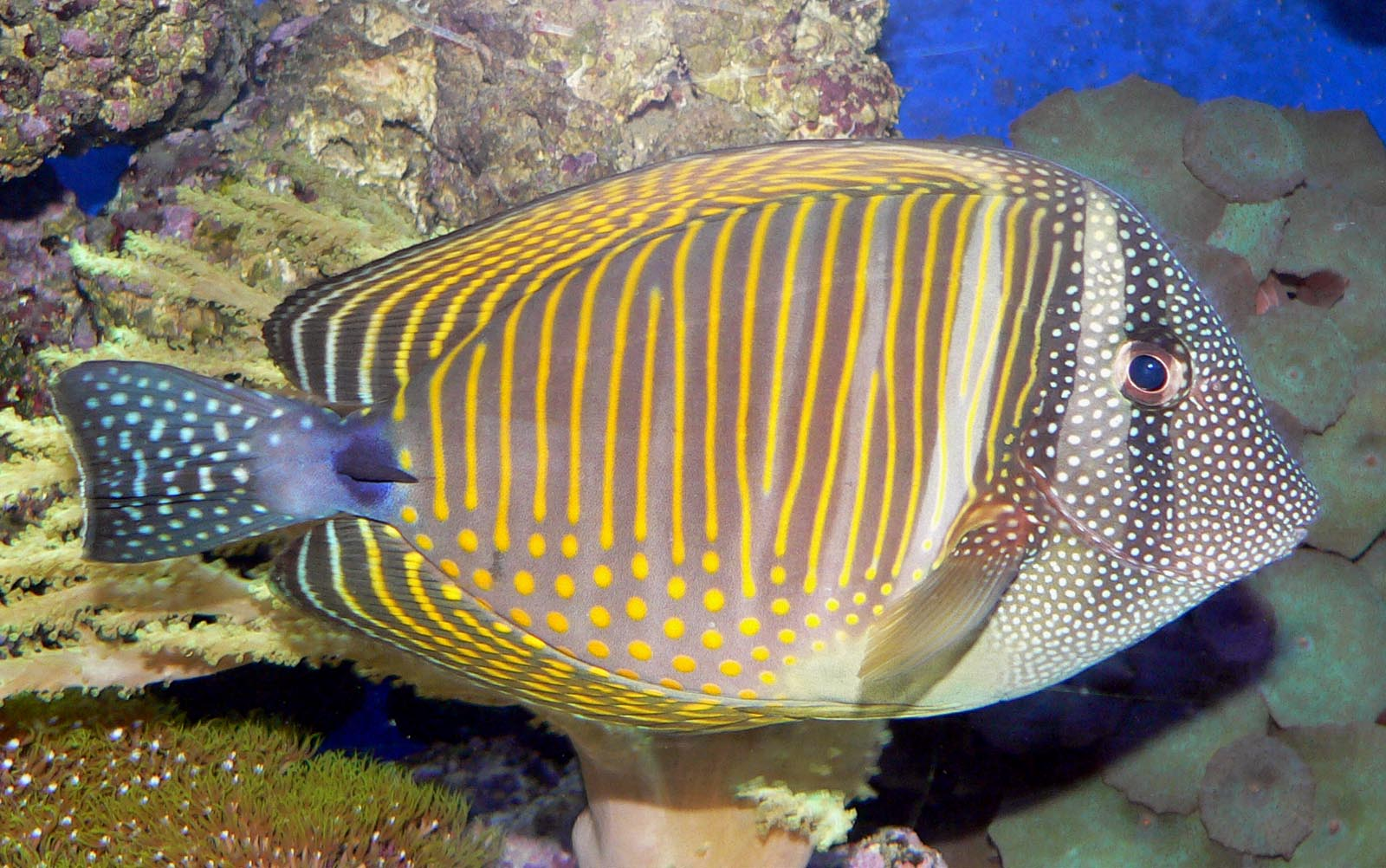
Zebrasoma desjardinii
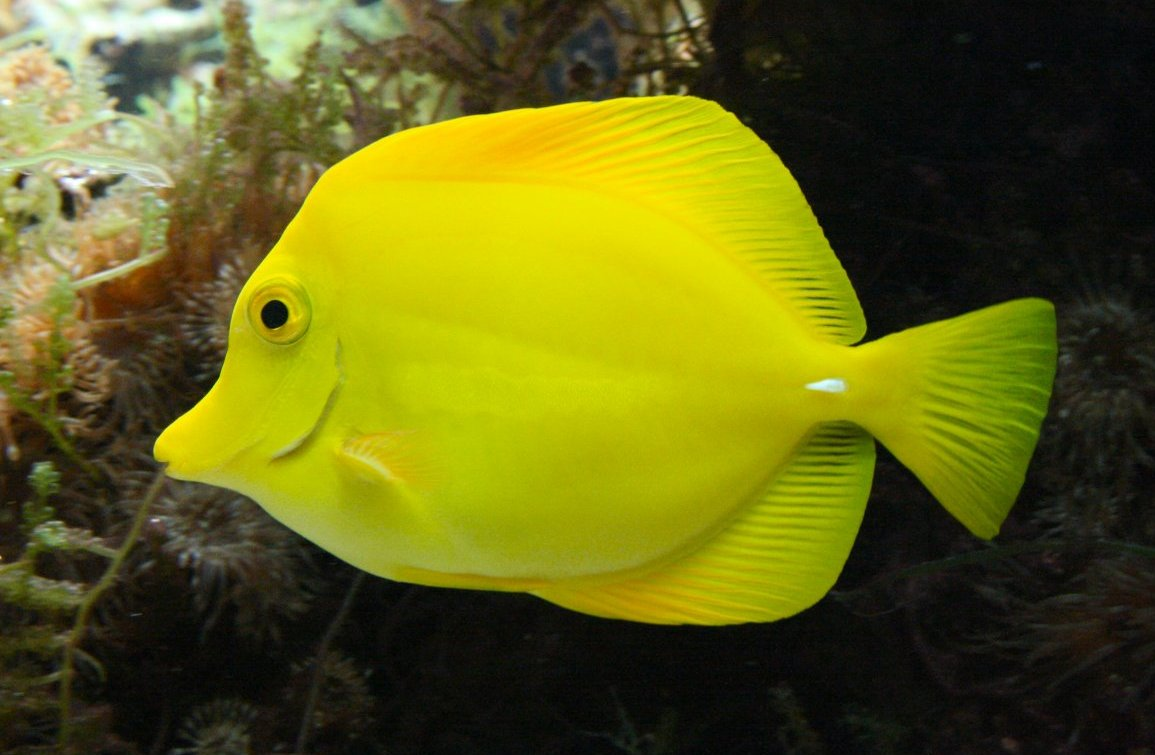
Zebrasoma flavescens
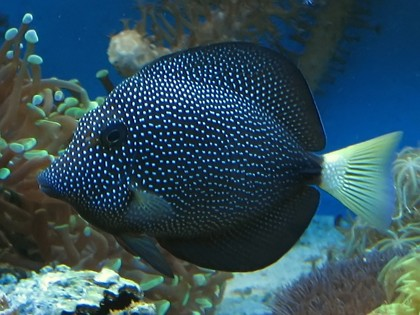
Zebrasoma gemmatum
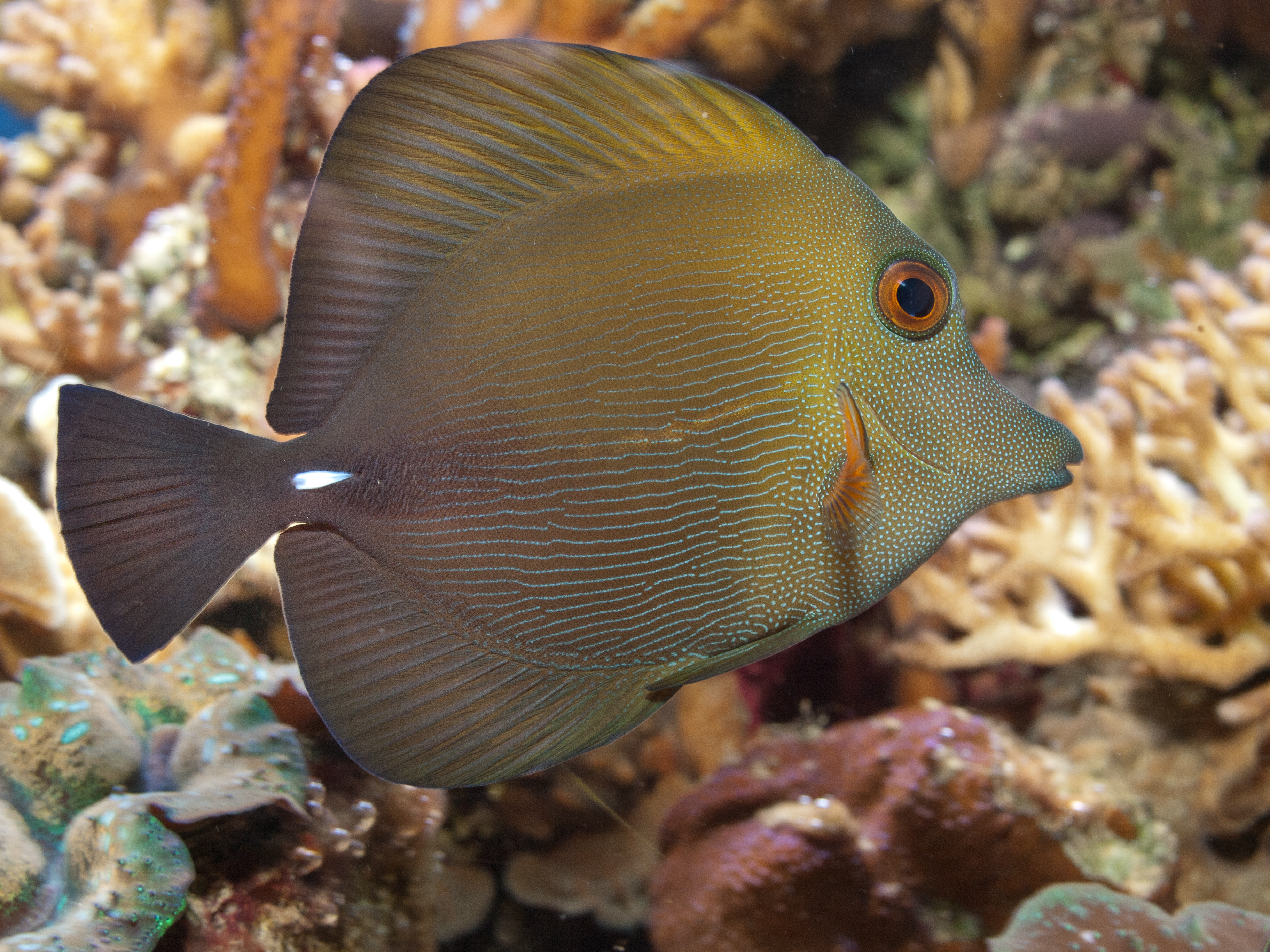
Zebrasoma scopas
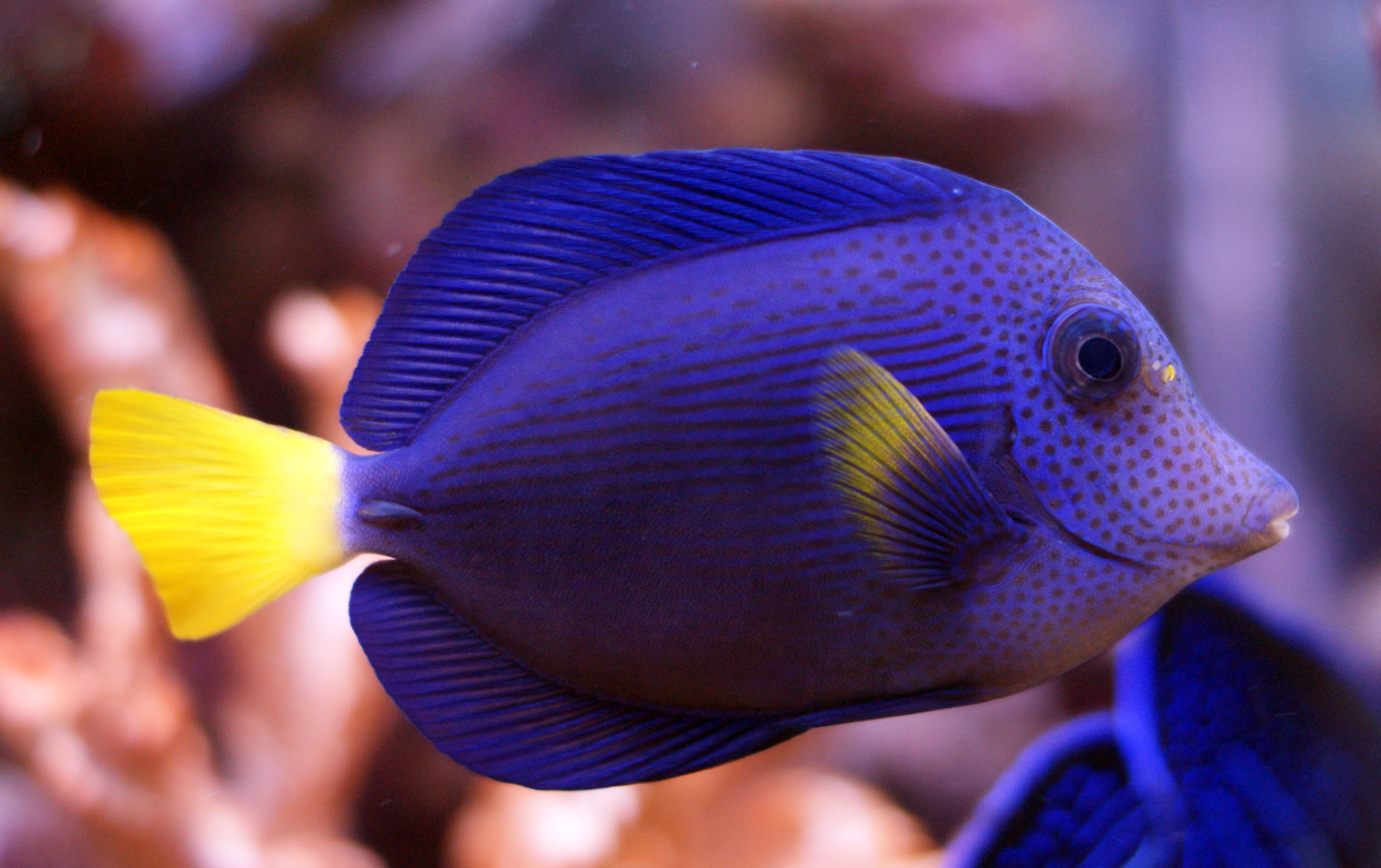
Zebrasoma xanthurum